# Заонежские погосты

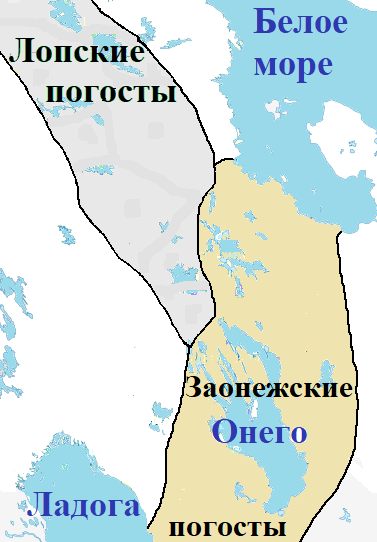
Заонежские и Лопские погосты

Заоне́жские пого́сты — название исторической области на северо-востоке Новгородского уезда в XV—XVIII вв.
Заонежские погосты располагались вокруг озёр — Онежского озера, Выгозера, Водлозера, Сямозера, на Олонецкой равнине и по берегам реки Свирь.

## Состав
В состав Заонежских погостов входили:
- Оштинский погост (Ошта)
- Выгозерский погост (Выгозеро)
- Шуньгский погост (Шуньга)
- Челмужский погост (Чёлмужи)
- Толвуйский погост (Толвуя)
- Водлозерский погост
- Шуйский погост (Шуя)
- Кижский погост
- Шальский погост (Шальский)
- Пудожский погост (Пудож)
- Андомский погост (Андомский Погост)
- Остречинский погост (Остречины)
- Вытегорский погост (Анхимово)
- Мегорский погост (Мегра)
- Олонецкий погост (Олонец)
- Важинский погост (Важины)
- Пиркинский погост (Лодейное Поле)
- Веницкий погост (Винницы)

## Общие сведения
В 1584/1585 годах Заонежские погосты приобрели статус отдельного административного округа в составе Новгородского уезда, административный центр погостов — селение Ошта.
Во время шведской интервенции 1610-х годов население Заонежских погостов вело активную вооружённую борьбу с захватчиками. К лету 1614 года территория погостов была полностью освобождена от интервентов.
В 1649 году Заонежские погосты (кроме Пиркинского) вошли в состав образованного Олонецкого уезда. К концу XVII века численность населения Заонежских погостов составляла около 90 тыс. человек.
В XVIII—XIX веках территория бывших Заонежских погостов составляла особый производственный округ Олонецких горных заводов.